# Skidskytte vid olympiska vinterspelen 2002

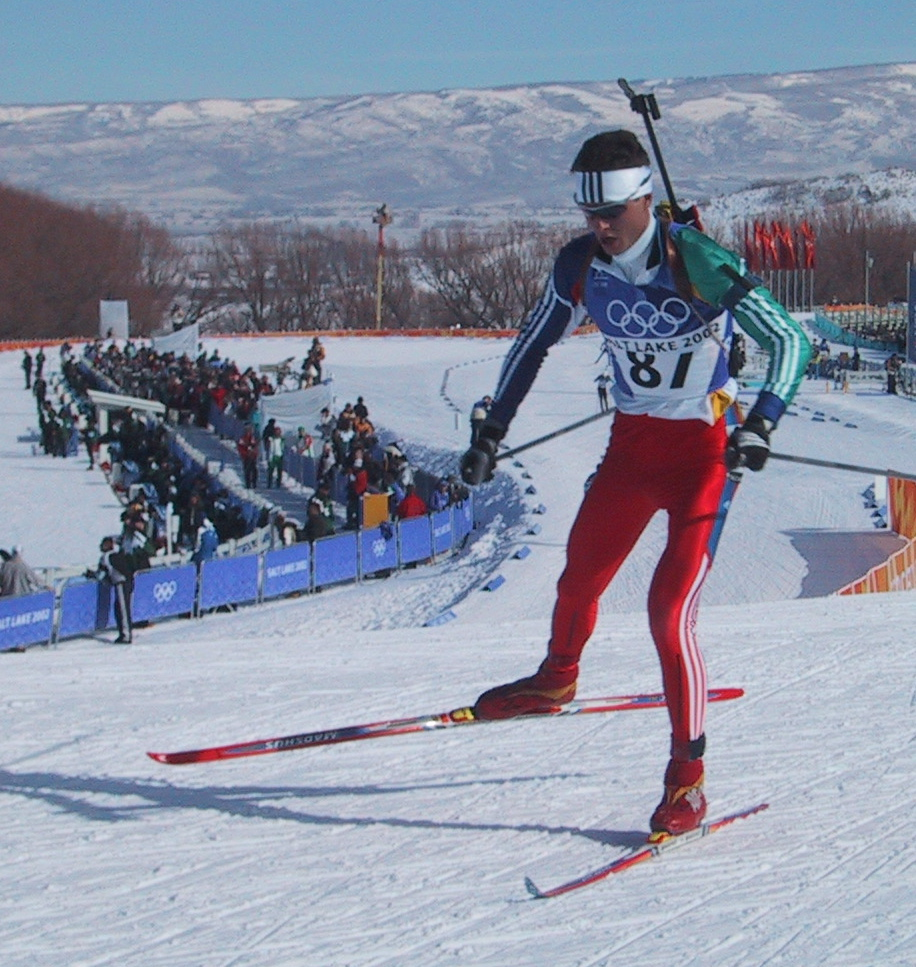
Frode Andresen från Norge, här under herrarnas 20-kilometerslopp, ingick i Norges segrande herrstafettlag.

Tävlingarna hölls i Soldier Hollow. Norrmannen Ole Einar Bjørndalen blev historisk genom att ta guld i samtliga grenar.

## Medaljsummering
Sju nationer tog medalj i skidskytte, Med Tyskland som tog flest med nio (3 guld, 5 silver och 1 brons), medan Norge ledde medaljtabellen med fyra guldmedaljer. Dessa fyra involverade Ole Einar Bjørndalen, som vann var av dem tre individuella guldmedaljerna, såväl som at delta på det guldvinnande stafettlaget. Kati Wilhelm var den mest framgångsrika i damernas tävlingar med två guld och en silvermedalj.

## Medaljtabell
| Pl. | Nation    | Guld | Silver | Brons | Totalt |
| --- | --------- | ---- | ------ | ----- | ------ |
| 1   | Norge     | 4    | 2      | 0     | 6      |
| 2   | Tyskland  | 3    | 5      | 1     | 9      |
| 3   | Ryssland  | 1    | 0      | 2     | 3      |
| 4   | Frankrike | 0    | 1      | 1     | 2      |
| 5   | Sverige   | 0    | 0      | 2     | 2      |
| 6   | Österrike | 0    | 0      | 1     | 1      |
| 6   | Bulgarien | 0    | 0      | 1     | 1      |

## Herrar
| Gren                  | Guld                                                                     | Guld      | Silver                                                   | Silver    | Brons                                                                  | Brons     |
| Distans Detaljer...   | Ole Einar Bjørndalen Norge                                               | 51:03,3   | Frank Luck Tyskland                                      | 51:39,4   | Viktor Maigurov Ryssland                                               | 51:40,6   |
| Jaktstart Detaljer... | Ole Einar Bjørndalen Norge                                               | 32:34,6   | Raphaël Poirée Frankrike                                 | 33:17,6   | Ricco Groß Tyskland                                                    | 33:30,6   |
| Sprint Detaljer...    | Ole Einar Bjørndalen Norge                                               | 24:51,3   | Sven Fischer Tyskland                                    | 25:20,2   | Wolfgang Perner Österrike                                              | 25:44,4   |
| Stafett Detaljer...   | Norge Halvard Hanevold Frode Andresen Egil Gjelland Ole Einar Bjørndalen | 1:23:42,3 | Tyskland Ricco Groß Peter Sendel Sven Fischer Frank Luck | 1:24:27,6 | Frankrike Gilles Marguet Vincent Defrasne Julien Robert Raphaël Poirée | 1:24:36,6 |

## Damer
| Gren                  | Guld                                                       | Guld      | Silver                                                                              | Silver    | Brons                                                                     | Brons     |
| Distans Detaljer...   | Andrea Henkel Tyskland                                     | 47:29,1   | Liv Grete Skjelbreid Norge                                                          | 47:37,0   | Magdalena Forsberg Sverige                                                | 48:08,3   |
| Jaktstart Detaljer... | Olga Pyleva Ryssland                                       | 31:07,1   | Kati Wilhelm Tyskland                                                               | 31:13,1   | Irina Nikultjina Bulgarien                                                | 31:15,9   |
| Sprint Detaljer...    | Kati Wilhelm Tyskland                                      | 20:41,4   | Uschi Disl Tyskland                                                                 | 20:57,0   | Magdalena Forsberg Sverige                                                | 21:20,4   |
| Stafett Detaljer...   | Tyskland Katrin Apel Uschi Disl Andrea Henkel Kati Wilhelm | 1:27:55,8 | Norge Ann-Elen Skjelbreid Linda Tjørhom Gunn Margit Andreassen Liv Grete Skjelbreid | 1:28:26,4 | Ryssland Olga Pyljova Galina Kukleva Svetlana Isjmuratova Albina Achatova | 1:29:20,5 |